# لاله واژگون قفقازی
لاله واژگون قفقازی(نام علمی: Fritillaria grandiflora) نام یک گونه از سرده لاله واژگون است.